# کوبیلی
کوبیلی (به چکی: Kobylí) یک منطقهٔ مسکونی در جمهوری چک است که در ناحیه برتسلاو واقع شده‌است. کوبیلی ۲۱٫۱۴ کیلومتر مربع مساحت و ۲٬۰۸۲ نفر جمعیت دارد و ۲۰۵ متر بالاتر از سطح دریا واقع شده‌است.